# L'Habit
L'Habit é uma comuna francesa na região administrativa da Normandia, no departamento de Eure. Estende-se por uma área de 5,06 km². Em 2010 a comuna tinha 513 habitantes (densidade: 101,4 hab./km²).